# رویداد دور از انتظار
رویداد دور از انتظار (انگلیسی: Sentinel event) طبق تعریفِ کمیسیون مشترک اعتباربخشی سازمان‌های مراقبت سلامت، به رویداد غیرقابل پیش‌بینی و دور از انتظاری در سیستم درمانی گفته می‌شود که منجر به مرگ یا آسیب جسمی و روحی جدی و جبران‌ناپذیری به بیمار یا گروهی از بیماران گردد که ارتباطی با سیر طبیعی بیماری‌شان ندارد. (به‌همین سبب برخی منابع فارسی آنرا «رویداد فاجعه‌آمیز» و «حادثه ناگوار» هم ترجمه کرده‌اند). این رویدادها به‌ویژه شامل قطع عضو یا از دست دادن توانایی حرکتی و همچنین هرگونه اتفاقی می‌شود که بروز آن عواقب جدی و خطرناکی را برای سلامت در برخواهد داشت. در ایالات متحده آمریکا شناسایی این رویدادها، توسط کمیسیون مشترک اعتباربخشی سازمان‌های مراقبت سلامت و به منظور تحلیل ریشه‌ای علت و تلاش برای پیشگیری از وقوع آنها صورت می‌پذیرد. این کمیسیون همهٔ رویدادها و حوادث مرتبط به سلامت را پیگیری می‌کند تا اطمینان حاصل شود که تحلیل کافی از روندِ وقایع صورت می‌پذیرد و ضعف در عملکرد تیم درمان به سرعت تشخیص داده شد و برطرف گردد.

## وقایع خاص که نیازمند بررسی است
- کودک‌ربایی یا دادن نوزاد به والدین اشتباه.
- مرگ‌ومیر نوزادان که قابل انتظار نباشد.
- زردی شدید نوزاد (بیلی‌روبین بیشتر از ۳۰ میلی‌گرم بر دسی‌لیتر).
- جراحی بر روی فرد اشتباه، یا روی عضوِ اشتباه.
- هرگونه ابزار یا اشیایی که پس از جراحی یا هر عمل دیگری در بدن بیمار جا بماند.
- وقوع تجاوز جنسی در اورژانس‌ها، بخش‌های جراحی و مراقبت‌های داخلی حاد، یا کلینیک‌های بیمارستانی سرپایی
- وقوع خودکشی در بیمارستان‌ها طی بستری یا ظرف ۷۲ ساعت از ترخیص بیمار.
- بروز واکنش همولیتیک انتقال خون به سبب تزریق خون اشتباه (گروه خونی اشتباه).[۱]
- انجام پرتودرمانی به بخش اشتباهی از بدن یا بیش از ۲۵٪ افزون بر دوز تعیین‌شده.

| نوع رویداد                                                      | تعداد       |
| --------------------------------------------------------------- | ----------- |
| جا گذاشتن یک جسم خارجی در بدن                                   | ۱۲۳(۱۳٫۱۴٪) |
| بیمار اشتباهی، جای اشتباه در بدن، انجام یک جراحی یا عمل اشتباه، | ۱۲۱(۱۲٫۹۳٪) |
| خودکشی                                                          | ۹۸(۱۰٫۴۷٪)  |
| زمین‌خوردن بیمار                                                 | ۹۵(۱۰٫۱۵٪)  |
| تأخیر در آغاز درمان                                             | ۸۲(۸٫۷۶٪)   |
| عوارض حین یا بعد از جراحی                                       | ۸۲(۸٫۷۶٪)   |